# Przerwa w zasilaniu
Przerwa w zasilaniu (ang. supply interruption lub interruption of supply) – stan, w którym napięcie w złączu sieci elektroenergetycznej jest mniejsze niż 1% napięcia znamionowego. Jest jednym z parametrów jakości energii elektrycznej, określany jako obniżenie wartości napięcia zasilania poniżej poziomu (określanego przez normę) użytecznego dla odbiorcy lub też jako spadek napięcia do wartości bliskiej zera w miejscu dostarczenia energii elektrycznej.
W normalnych warunkach pracy roczna liczba krótkich przerw w zasilaniu mieści się w przedziale od kilkudziesięciu do kilkuset. 

## Klasyfikacja
Klasyfikacja przerw w zasilaniu ze względu na długość trwania (według PN-EN 50160):
- mikroprzerwy – o czasie trwania do 3 sekund, spowodowane działaniem automatyki ruchowej, realizowanym w celu usunięcia zakłóceń przemijających (np. zadziałanie SPZ w wyniku przepięć piorunowych, SZR)
- przerwy krótkie – o czasie trwania do 3 minut – spowodowane usuwaniem zakłóceń przemijających oraz zmianami układu pracy sieci podejmowanymi w celu ograniczenia zasięgu skutków trwałych uszkodzeń
- przerwy długie – o czasie trwania dłuższym niż 3 minuty, spowodowane koniecznością usuwania skutków uszkodzeń trwałych
- przerwy katastrofalne – o czasie trwania dłuższym niż 24 godziny, spowodowane koniecznością odbudowy sieci po wystąpieniu siły wyższej (np. klęski żywiołowej)

Zgodnie z Rozporządzeniem Ministra Gospodarki, ustala się następujące rodzaje przerw w dostarczaniu energii elektrycznej:
- Planowane - wynikające z programu prac eksploatacyjnych sieci elektroenergetycznej; czas ich trwania jest liczony od momentu otwarcia wyłącznika do czasu wznowienia dostarczania energii elektrycznej;
- Nieplanowane - spowodowane wystąpieniem awarii w sieci elektroenergetycznej, przy czym czas trwania przerwy jest liczony od momentu uzyskania przez przedsiębiorstwo energetyczne zajmujące się przesyłaniem lub dystrybucją energii elektrycznej informacji o jej wystąpieniu do czasu wznowienia dostarczania. Planowana przerwa w zasilaniu, o której odbiorca nie został poinformowany jest traktowana jako przerwa nieplanowana.